# Ategumia
Ategumia é um gênero de mariposa pertencente à família Crambidae.